# Mario Rubio Vázquez
Mario Lamberto Rubio Vázquez (Ciudad de México; 28 de noviembre de 1936) es un exárbitro mexicano del fútbol.

## Trayectoria
En 1967 debutó en el arbitraje. En su recorrido internacional, aplicó en las eliminatorias del Mundial de Argentina 1978 y España 1982, tanto en Concacaf como en OFC.
Debido a arbitrar en estas últimas eliminatorias, fue convocado a la cita mundialista, donde actuó en el partido de Polonia 5 Perú 1 y del Brasil y Argentina, que terminó a favor de Brasil por 3-1 y expulsó a Diego Maradona.
También arbitró la final de vuelta de la Copa de Campeones de la Concacaf 1972, un par de encuentros en los Juegos Olímpicos de Moscú 1980, la Copa Intercontinental 1981 y muchas finales de la Primera División de su país.